# Tecnopopulismo
Ciberpopulismo (ou tecnopopulismo) pode ser tanto um populismo a favor de tecnocracias quanto um populismo relacionado a certas tecnologias, geralmente tecnologias da informação, ou ainda qualquer ideologia populista que se propaga usando mídias digitais. Pode ser empregado por políticos individuais ou por movimentos políticos inteiros. Termos próximos usados forma semelhante são populismo tecnocrático e populismo tecnológico.

## Etimologia
Existem quatro definições principais de populismo usadas nas ciências sociais hoje: estrutural, econômica, político-institucional e discursiva. A abordagem estruturalista do tecnopopulismo enfatiza suas origens sociais e a associa com certos estágios de desenvolvimento, especialmente a tentativa de industrialização em países localizados na periferia da economia mundial. De acordo com essa visão, os regimes populistas são aqueles que usam coalizões entre classes e mobilização popular para apoiar a industrialização que substitua importações. A abordagem econômica do populismo o identifica com resultados políticos - especificamente, das políticas econômicas de visão curta que atraem os pobres. E a abordagem política vê o populismo como um fenômeno enraizado na luta básica pelo controle do governo, da política e dos valores centrais da comunidade. Por fim, a definição discursiva vê o populismo como um discurso maniqueísta que identifica o Bem com uma vontade unificada do povo e o Mal com uma elite conspiradora. Essa definição é mais comum para o estudo do populismo na Europa Ocidental e nos Estados Unidos, mas é amplamente desconhecida da ciência política dominante por causa de sua associação com correntes anti-positivistas dentro do pós-modernismo.

—Emiliana De Bladio e Michele Sorice
Ciberpopulismo é entendido como o uso de tecnologias digitais aplicadas para fins populistas. Nesse sentido, às vezes tecnopopulismo é empregado como análogo, apesar de ter também outros significados. O termo tecnopopulismo pode ser tanto uma aglutinação entre tecnologia e populismo para derivar um novo significado quanto uma aglutinação entre tecnocracia e populismo. Já As definições amplas de tecnopopulismo não levam em conta variantes regionais do que se entende por tecnopopulismo, e consequentemente "o trabalho empírico sobre populismo é quase invariavelmente confinado a regiões ou países específicos do mundo. Esta característica é de certa forma inevitável, dados os custos e a dificuldade das comparação entre diferentes países e regiões, e frequentemente trata a especificidade de manifestações nacionais e regionais de populismo como generalizada. Por conta disso, a literatura populista não é tão cumulativa quanto deveria ser e acaba sujeita à falácia de exceção".
A definição normalmente assegurada de tecnologia é a de "aplicação do conhecimento científico para objetivos práticos, especialmente na indústria ", enquanto a definição de populismo mantida pela maioria dos acadêmicos é a de "uma abordagem política que se esforça para atrair pessoas comuns que sentem que suas preocupações não são consideradas pelas elites estabelecidas". Relacionado a estas definições, o tecnopopulismo foi descrito como "uma ideologia política apresentada por meio de conhecimento tecnológico que apela para um grupo de pessoas que está preocupado por sua falta de poder e interação em seus discursos nacionais políticos e econômicos". O tecnopopulismo pode ser definido ainda como uma confusa ideologia com vários usos na academia, com alguns estudiosos rejeitando o termo completamente, enquanto outros utilizam dele para analisar o crescimento do discurso populista online.

### Populismo tecnocrático
O populismo tecnocrático é a combinação entre tecnocracia e populismo, conectando eleitores aos seus líderes a partir da experiência e orientada a resultados. O populismo tecnocrático oferece soluções para além da divisão tradicional entre esquerda e direita política, soluções estas introduzidas por tecnocratas com o argumento de beneficiar o cidadão comum. Alguns exemplos de políticos na Europa Ocidental que implantaram populismo tecnocrático são Silvio Berlusconi, Matteo Renzi, Matteo Salvini e Emmanuel Macron, enquanto movimentos políticos como os espanhóis  Cidadãos e Podemos e o italiano Movimento 5 Estrelas são exemplos de movimentos políticos análogos.  No sentido de populismo tecnocrático, o tecnopopulismo às vezes é denominado como tecnofascismo, em que os direitos políticos só são obtidos por meio da expertise técnica.  O conceito de tecnofascismo foi introduzido por Janis Mimura para descrever um governo autoritário executado por tecnocratas.

### Populismo tecnológico
Um caso que demonstra aquilo entendido por populismo tecnológico pode é o das plataformas blockchain, que utilizam de uma narrativa que promete empoderar pessoas comuns através de processos de decisão descentralizados, facilitando o anonimato das transações, possibilitando a confiança sem terceiros e combatendo o monopólio do sistema financeiro quanto à oferta de dinheiro. Aqui, o populismo tecnológico não separa a política da tecnologia, negando a confiança em especialistas e transferindo a tomada de decisões tecnológicas ao domínio público. De acordo com Marco Deseriis, o tecnopopulismo no sentido de populismo tecnológico é a crença de que um autogoverno popular é alcançável por meio do uso de mídias digitais:
O tecnopopulismo é a crença de que o "governo do povo, pelo povo, para o povo" (Lincoln 1953 [1863]) pode ser alcançado por meio das tecnologias de informação da comunicação. [...] O tecnopopulismo também pode ser compreendido em termos foucaultianos como um discurso emergente (Foucault 1972), ou seja, como um corpo de conhecimentos, normas, atitudes e práticas que surgem da hibridização entre dois discursos preexistentes: aquele do populismo e aquele do tecnolibertarianismo. Mesmo que estas práticas discursivas sejam historicamente separadas, afirmo que elas começaram a convergir após a crise financeira global de 2008, conforme a frustração generalizada com o manejo incorreto da crise pelas elites dominantes foi gerando movimentos de protesto internacionais que impulsionaram uma nova geração de "tecnopartidos" como o Movimento Cinco Estrelas na Itália, Podemos na Espanha e o Partido Pirata na Islândia.
Algumas fontes usam a palavra ciberpopulismo como sinônimo de populismo tecnológico no que diz respeito à aplicação da tecnologia da informação para governos,até mesmo identificando duas vertentes do fenômeno: 

- o tecnoplebiscitarismo conforme visto na tendência por perturbar o princípio do pluralismo
- O tecno-procidentalismo conforme visto na obsessão por métodos e na comparação com a negligência de demandas substantitvas que vão além daquelas demandas da democracia 2.0

## História
A combinação entre populismo e tecnologia para formar o tecnopopulismo é um fenômeno recente para a economia e a política mundiais, desenvolvendo-se a partir do final do século XX até os anos mais recentes. De acordo com Daniele Caramani, "o populismo está presente na política desde a concepção de política dada por Platão e pela República Romana, até a era moderna. Até mesmo com o desenvolvimento da democracia representativa e dos governos partidários após as revoluções Nacional e Industrial do século XIX, o populismo e a tecnocracia continuaram a trabalhar alinhados também com estes ideais".
Com o advento da Internet e seu uso generalizado no século XXI, movimentos tecnopopulistas passaram a ser particularmente capacitados pela disseminação de mídias sociais, já que sua cobertura independente pode ser compartilhada rapidamente e vista por milhões.  Isto permitiu aos políticos populistas o acesso a audiências através dos recursos de redes de massa das mídias sociais, inatingíveis antes da era digital. A comunicação e as mídias digitais proporcionadas pelos avanços tecnológicos também deram uma nova oportunidade de inclusão aos cidadãos para que participassem de processos democráticos e, em última instância, para que criassem uma nova esfera pública centrada em práticas discursivas e participativas.

## Mobilização populista tecnocrática por região
Tanto o populismo quanto a democracia estão atualmente generalizadamente espalhados por diferentes partes do mundo, mas por conta de desenvolvimentos tecnológicos como a Internet, movimentos populistas passaram a desenvolver simultaneamente alguma presença na comunicação online apesar de diferentes questões em contextos regionais. Vale a pena apontar que o tecnopopulismo está crescendo em todas as regiões do mundo, mas que tem relação tanto com a adoção da Internet durante as últimas duas décadas quanto tem relação com a disseminação de ideologias populistas no geral. Daniele Caramani argumenta que "a mobilização tecnopopulista não está restrita a áreas regionais, mas pode ser promovida a partir de certos temas, que intencionalmente ou não intencionalmente deixam de ser abordados pelo establishment”.

### América do Norte
Nos Estados Unidos, o desenvolvimento do tecnopopulismo foi visto durante a última década por conta de uma reação contrária aos valores neoconservadores e corporativistas apresentados por uma larga parcela dos partidos políticos, apesar de mudanças radicais nas questões econômicas e sociais. Em particular, a crise financeira de 2007–2008 levou a um crescimento do ressentimento contra o 1% por parte dos 99%. Como resposta à Grande Recessão, movimentos foram formados para levar a discussão em direção às crescentes questões econômicas, com o Movimento Occupy Wall Street e o Movimento Tea Party sendo ambos movimentos tecnopopulistas que protestavam por mudanças. A abordagem populista do movimento Occupy mencionou regularmente seu "povo", chamado de "os 99%", enquanto desafiava as elites econômicas e políticas de Wall Street.

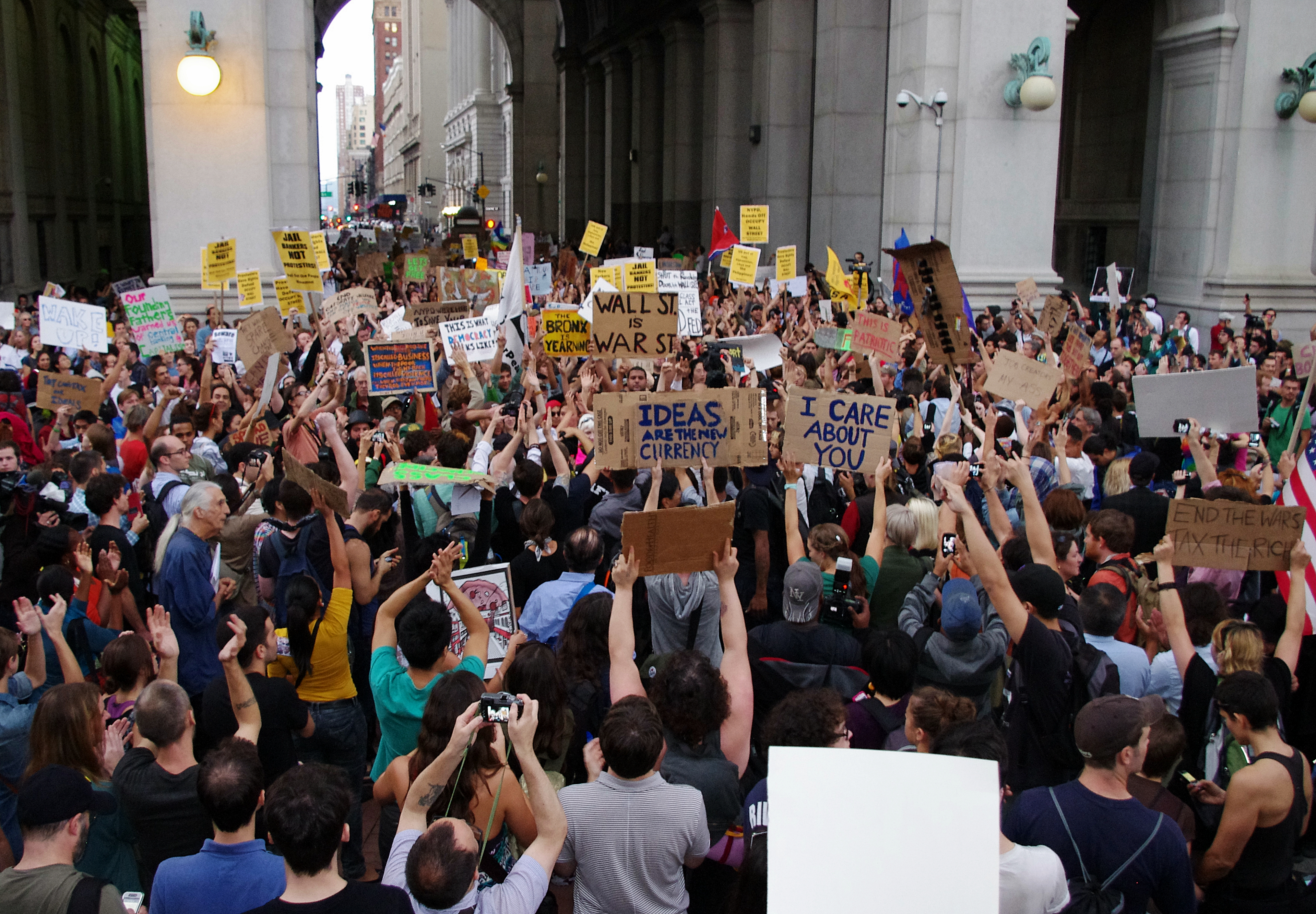
Dia 14 do movimento Occupy Wall Street, 30 de setembro de 2011, Shankbone 47

O tecnopopulismo também fez parte do movimento Tea Party que se concentrou principalmente no produtorismo (em inglês, producerism, vertente que argumenta que aqueles que produzem a riqueza tangível são mais valiosos à sociedade do que, por exemplo, aristocratas que herdaram sua riqueza e status) como forma de oposição à "elite". Este movimento era contrário ao governo democrata do presidente Barack Obama. [201] Foi considerado um movimento tecnopopulista por ter sido organizado pelo "povo" com pouca experiência política e por ter sido organizado via mídias sociais para reduzir os custos associados com o processo de adquirir novas habilidades políticas. O uso de mídias sociais também um fórum democrático em que indivíduos podiam discutir ideias políticas para além de partidos políticos, identificando seus apoiadores. Em movimentos políticos, o aumento da comunicação e do discurso também pode ser a queda de movimentos tecnopopulistas, da mesma forma como "indivíduos que deixaram o Movimento do Tea Party da Flórida atribuíram às redes sociais sua saída, apesar de todos responderem que inicialmente estavam animados pela estrutura aberta que a rede e as mídias sociais proporcionaram aos entusiastas do FTPM".
No Canadá, apenas o Partido da Reforma pode ser qualificado como um partido populista em que o apelo inicial foi o de ser "para o povo" em oposição "às elites". Foi vital para o papel distinto do Partido da Reforma na política canadense sua característica de que propor identidades ao que era entendido como "povo" e ao que era entendido como "elite" que eram surpreendentemente contrárias ao que foi havia sido compreendido por tais categorias em boa parte da América do Norte durante a história de seu populismo. Como o partido foi dissolvido em 2000, não chegou a utilizar os aspectos da comunicação digital para aprofundar seu movimento político. Um exemplo mais recente de movimento tecnopopulista foram os protestos dos coletes amarelos no Canadá, surgindo como reação negativa a vídeos e reportagens que se espalharam em redes sociais. Vários aspectos de movimentos populistas continuaram presentes tanto no governo do Canadá quanto em movimentos de mídias sociais durante a última década, com o papel da tecnologia ao conectar pessoas com estas causas tendo grande parte no desenvolvimento desta tendência.

### Europa
Na Europa, o tecnopopulismo é um movimento de indivíduos conectados em rede que busca e faz com que indivíduos de uma nação desempenhem papéis críticos ao conferir unidade a organizações tecnocráticas lideradas e organizações políticas sem qualquer liderança. Movimentos tecnopopulistas tem tido presença na Europa desde o advento da Internet, mas também existiram até mesmo antes da Internet sob diferentes métodos e nomes de campanha para o público. A última geração de partidos tecnopopulistas na Europa inclui as reações de esquerda à corrupção e crescente elite econômica do Movimento Cinco Estrelas na Itália, o partido Podemos na Espanha e o Partido Pirata na Islândia. Por outro lado, também tem crescido a ala euro-cética dos partidos de direita através da Europa, desde o Alternativa para a Alemanha na Alemanha até o Reagrupamento Nacional na França e a Aliança Nacional da Itália, que conquistaram assentos parlamentares em seus próprios países e no Parlamento Europeu. Por meio da disseminação de grupos de grupos de defesa e campanhas nas redes sociais, partidos tecnopopulistas conseguiram reunir seguidores e espalhar suas mensagens ao público. No final de 2018 e no começo de 2019, o movimento dos coletes-amarelos desafiou Emmanuel Macron na França a respeito do aumento do custo do gás. De acordo com Adam Nossiter, "ao contrário de outros movimentos nacionalistas, o movimento dos coletes amarelos buscava resolver desigualdades sobre classes econômicas e a incapacidade do trabalhador francês que precisava de carros pagar suas contas."  O movimento dos coletes amarelos foi único como movimento tecnopopulista em sua defesa pela igualdade de classes enquanto outros partidos por toda a Europa se focaram em apresentar "o povo" em sua identidade nacionalista, mas ainda utilizaram a tendência de espalhar vídeos virais de seu movimento para promover sua causa.

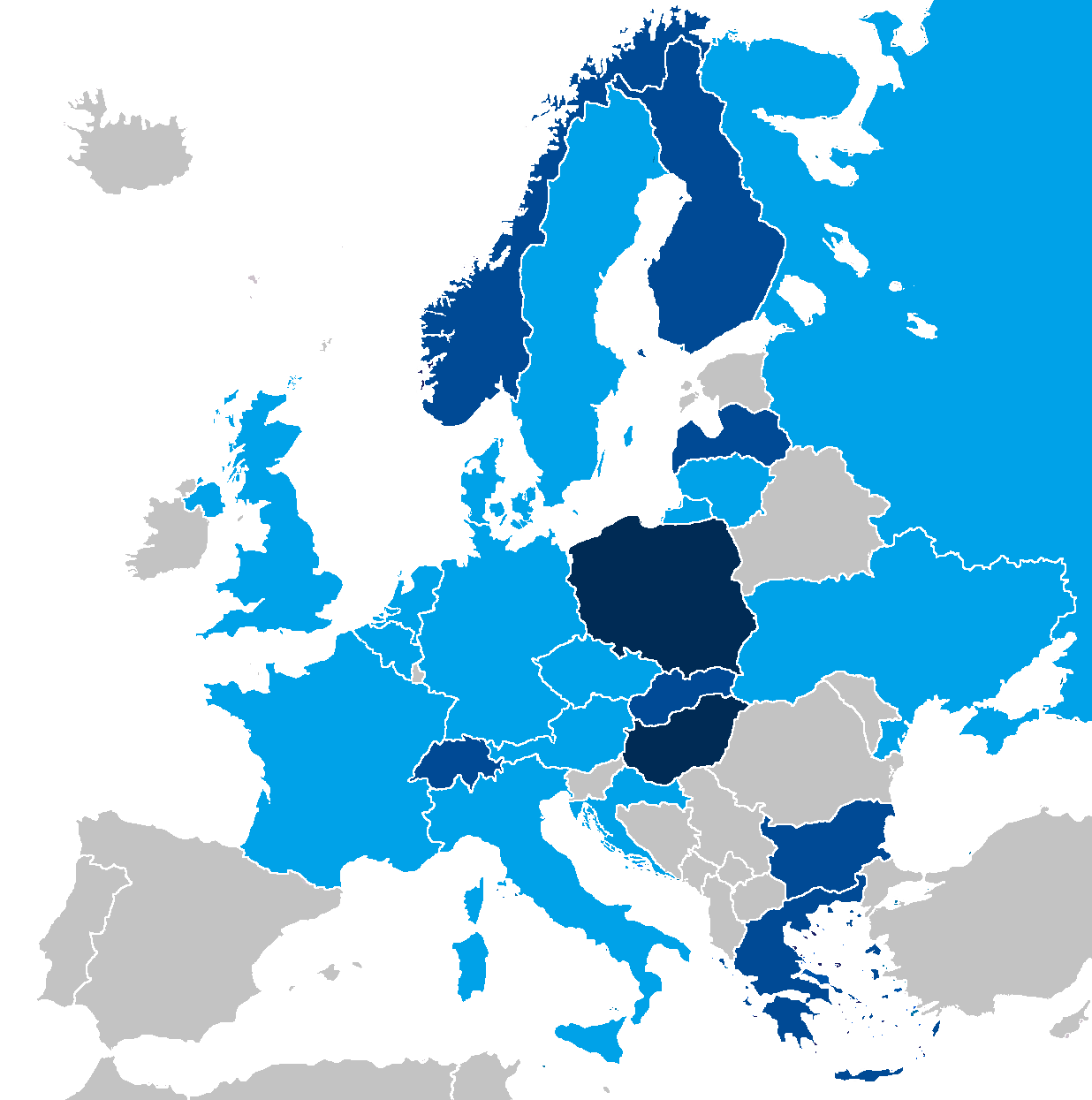
Partidos populistas de direita nos parlamentos nacionais europeus (outubro de 2017)

Atualmente, na Europa Central, a Aliança Nacional Italiana e  Liga do Norte ocuparam vários assentos parlamentares utilizando de retórica tecnopopulista para se conectar ainda mais com seus eleitores. Ao contrario de outras regiões, a grande quantidade de partidos políticos populistas na Europa compartilham de um manifesto eurocético. Tem se argumentado que "estes partidos populistas de direita se reuniram ao governo austríaco para protestar pela percebida ilegitimidade e hipocrisia da interferência da União Europeia em relação à formação do governo da Áustria, que inclui um partido populista radical", enquanto Silvio Berlusconi, formando uma coalizão com a Aliança Nacional de Gianfranco Fini e a Liga do Norte de Umberto Bossi se tratou se uma formação semelhante de governo que ficou impune pela União Europeia. É por isso que Mudd constatou que "quando instituições supranacionais tentam sancionar com base em princípios democráticos, não são capazes de superar assimetrias de poder nacionais sem conceder mais legitimidade às forças populistas".
Enquanto isso, no sul da Europa o tecnopopulista Movimento Cinco Estrelas na Itália demonstrou seu apelo obtendo quase "25% dos votos gerais". Semelhante a outros partidos populistas, eles se mobilizaram para mobilizar "o povo" em oposição ao que viam como "classes políticas corruptas que não colocavam a vontade do povo a frente de seus próprios interesses". Embora também incorpore a tecnocracia, o Movimento Cinco Estrelas procurou representar as opiniões do povo através de um portal de votos e debates online para atingir um estilo de democracia por Internet. Em 2018, o Movimento Five Star manteve assentos no parlamento e na bancada, mas principalmente por ter se alinhado em uma coalizão à Liga Norte de Matteo Salvini, outro partido tecnopopulista que atrai eleitores italianos descontentes com o aumento da imigração, com Salvini surgindo com uma agenda de "Itália na frente" que lhe garantiu popularidade online. Alguns críticos desde então afirmaram que "os reveses que afligem ao Movimento Cinco Estrelas demonstram que os problemas que partidos populistas não convencionais enfrentam estão surgindo por toda a Europa, evoluindo dos movimentos de protesto iniciais para governantes maduros".
O ex-primeiro-ministro da Itália, Giuseppe Conte, que liderou o país de 2018 a 2021, foi rotulado em diversas ocasiões como tecnopopulista.

### Ásia
Por toda a Ásia, os dois principais tipos de sistemas políticos são as democracias e os estados autoritários.  Como a Ásia Central e o Leste Asiático têm mantido uma constante ordem política através de lideranças autocráticas em seus países, no Sudeste Asiático tem se percebido o principal crescimento do populismo e da mobilização tecnopopulista na região. Foi argumentado que "quando as classes ricas estão procurando por mudanças de liderança, costumam dar apoio a homens fortes, como líderes militares, dedicados a preservar a desigualdade e as elites estabelecidas. Quanto populistas de tendências autocráticas ganham eleições no Sudeste Asiático, a classe média alta e a classe alta reagiram com a expulsão de populistas via golpes ou golpes de facto, em países como a Tailândia e as Filipinas". No Oriente Médio, a Primavera Árabe de 2011 foi um movimento tecnopopulista em sua disseminação de consciência política, mas não foi mais um movimento populista do que uma rebelião contra estados autoritários.

### África
Os movimentos populistas da África costumam girar principalmente em toro das habilidades dos governos africanos de resolver crises de eletricidade e água, coleta de lixo, disponibilidade de habitações e alimentos acessíveis. Desde os anos 2000, a cena política da Zâmbia foi transformada por um partido de oposição conhecido como a Frente Patriótica, liderado por Michael Sata. Partidos populistas também estiveram presentes em eleições no Quênia, na África do Sul e na Zâmbia a partir do descontentamento das populações urbanas e rurais pobres para influenciar eleições, mas o uso da mídia digital para expandir seu apelo é menos pronunciado do que em outras regiões.

## Ciberpopulismo por região

### América do Sul

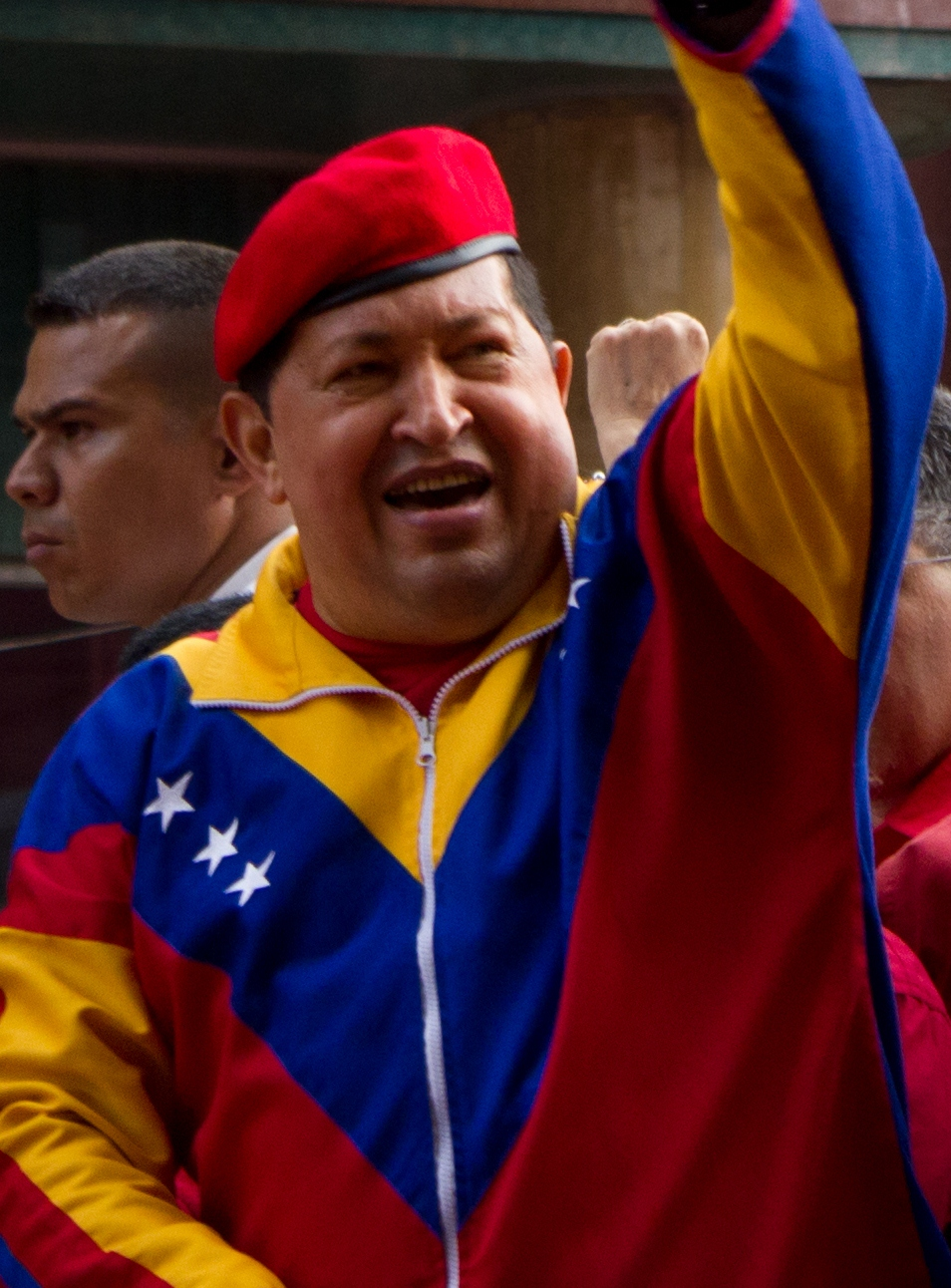
Hugo Chávez

Os ciclos recentes na América do Sul têm visto pessoas de fora da política alavancarem o populismo e o apelo anti-sistêmico para aprovar determinados programas e mudanças de regime. Insurgências regionais do tecnopopulismo na América Latina não possuem uma identidade política única, ocorrendo tanto no espectro de direita quanto de esquerda da política. Muitos líderes destes movimentos foram capazes de ecoar suas visões políticas a partir do apelo ao tecnopopulismo para então produzir grande variação e incerteza em níveis dos processos democráticos. O advento da Internet e das mídias sociais tem levantado vozes de causas populistas por toda a região, incluindo partidos na Bolívia, Equador e Venezuela. Exemplos proeminentes de líderes tecnopopulistas incluem Hugo Chávez na Venezuela, Rafael Correa no Equador, Evo Morales na Bolívia e Daniel Ortega na Nicarágua.
Um movimento tecnopopulista na América do Sul inclui o ex-presidente Hugo Chávez e seu Partido Socialista Unido da Venezuela. As suas políticas contam com uma mensagem populista ao propor a redistribuição de riqueza da Venezuela para recompensar aliados em outros países da região, como a Bolívia e o Equador, para minar a influência americana na América Latina. Atravées de suas referências ao "povo" e chamando seus adversários políticos de "lacaios do imperialismo", Chávez demonstra um pouco de sua ideologia populista. Foi por conta de seu uso da Internet para promover sua imagem entre os cidadãos venezuelanos que em 2006 Kirk A. Hawkis propôs que Chávez era um líder populista com tendências tecnocráticas. O populismo de esquerda latino-americano é descrito como um esforço para reclassificar a democracia por meio de posições que são progressivamente importantes ao "povo" em oposição a diferentes indivíduos da sociedade. O populismo contemporâneo não está mudando apenas a importância da ideia em si de democracia na América Latina, mas na verdade está começando uma discussão aberta e escolástica sobre as fraquezas do neoliberalismo dos Estados Unidos e seu impacto político na América Latina durante as últimas décadas. Argumenta-se que "a persistência a longo prazo de algumas patologias do Estado sob o regime democrático provavelmente terá um efeito corrosivo sobre a confiança do público nas instituições básicas do Estado em muitos países. No entanto, foi argumentado que os países da América Latina com um sistema partidário forte e instituições políticas fortes podem evitar as reações populistas, desde que nesses casos o funcionamento apropriado das instituições democráticas deixe pouco espaço para o (re)surgimento do populismo”.

### Oceânia
Na Austrália, um sistema bipartidário ainda é o preferido, mas desde a crise financeira de 2007–2008 um número crescente de partidos menores tem ganhado representação nas duas casas parlamentares. De acordo com Hogan Warre, "a retórica mais comum usada na Austrália é aquela de que as elites econômicas e políticas se beneficiam em detrimento do público". Alguns partidos tecnopopulistas usaram de meios online para atingir seus eleitores, incluindo o One Nation de Pauline Hanson e o Partido Unido da Austrália, que nas eleições de 2016 ganhou representação parlamentar no Senado Australiano.